# Ähnlicher Test
Ein ähnlicher Test ist ein spezieller statistischer Test in der Testtheorie, einem Teilgebiet der mathematischen Statistik. Ähnliche Tests zeichnen sich dadurch aus, das ihre Gütefunktion auf einem vorgegebenen Bereich, im einfachsten Fall einem Intervall in der Parametermenge, konstant ist. Ihre Bedeutung erlangen ähnliche Tests dadurch, dass unter gewissen Umständen gleichmäßig beste ähnliche Tests auch gleichmäßig beste unverfälschte Tests sind.

## Definition
Gegeben sei ein statistisches Modell {\displaystyle (X,{\mathcal {A}},(P_{\vartheta })_{\vartheta \in \Theta })} sowie eine Zerlegung von {\displaystyle \Theta } in Nullhypothese {\displaystyle \Theta _{0}} und Alternative {\displaystyle \Theta _{1}}.
Des Weiteren sei {\displaystyle J\subset \Theta }, 
{\displaystyle G_{\Phi }(\vartheta ):=\operatorname {E} _{\vartheta }(\Phi )}
die Gütefunktion zum Test {\displaystyle \Phi } und {\displaystyle \alpha \in (0,1)}.
Dann heißt ein Test {\displaystyle \Phi } {\displaystyle \alpha }-ähnlich auf {\displaystyle J}, wenn
{\displaystyle G_{\Phi }(\vartheta )=\alpha \quad \mathrm {f{\ddot {u}}r\;alle\;} \vartheta \in J}.

## Bemerkung
Ähnliche Tests lassen sich auch in nichtparametrischen statistischen Modellen definieren: Die Verteilungsklasse {\displaystyle {\mathcal {P}}} wird dann disjunkt in Nullhypothese {\displaystyle {\mathcal {P}}_{0}} und Alternative {\displaystyle {\mathcal {P}}_{1}} zerlegt. Somit ist dann {\displaystyle J\subset {\mathcal {P}}} und die Gütefunktion hat Wahrscheinlichkeitsmaße anstelle von Zahlen als Argumente, also
{\displaystyle G_{\Phi }:{\mathcal {P}}\to \mathbb {R} ,\quad G_{\Phi }(P)=\operatorname {E} _{P}(\Phi )}.
Die Definition erfolgt dann analog, das heißt {\displaystyle \Phi } ist {\displaystyle \alpha }-ähnlich auf {\displaystyle J}, wenn
{\displaystyle G_{\Phi }(P)=\alpha \quad \mathrm {f{\ddot {u}}r\;alle\;} P\in J}.

## Eigenschaften und Verwendung
Wählt man {\displaystyle {\overline {\Theta _{0}}}\cap {\overline {\Theta _{1}}}=J} oder {\displaystyle {\overline {{\mathcal {P}}_{0}}}\cap {\overline {{\mathcal {P}}_{1}}}=J}, so lassen sich im Fall {\displaystyle J\neq \emptyset } Beziehungen zu unverfälschten Tests herstellen. Ist dann eine Topologie auf {\displaystyle \Theta } bzw. {\displaystyle {\mathcal {P}}} gegeben sowie eine Menge von Tests {\displaystyle {\mathcal {T}}} und sind die Gütefunktionen aller Tests in {\displaystyle {\mathcal {T}}} stetig, dann ist jeder unverfälschte Test aus {\displaystyle {\mathcal {T}}} ein {\displaystyle \alpha }-ähnlicher Test auf {\displaystyle J}.
Umgekehrt gilt unter denselben Voraussetzungen auch, dass ein gleichmäßig bester {\displaystyle \alpha }-ähnlicher Test für {\displaystyle J} auch ein gleichmäßig bester unverfälschter Test zum Niveau {\displaystyle \alpha } ist.
Somit genügt es unter diesen Voraussetzungen zum Auffinden von gleichmäßig besten unverfälschten Tests, gleichmäßig beste ähnliche Tests zu finden. Diese lassen sich aber durch das Verhalten auf dem Rand zwischen Nullhypothese und Alternative charakterisieren.